# Бресс-сюр-Грон (замок)
Бресс-сюр-Грон (фр. Château de Bresse-sur-Grosne) — средневековый замок, расположенный в городке Бресс-сюр-Грон, в департаменте Сона и Луара, в регионе Бургундия — Франш-Конте, Франция. 21 марта 1983 комплекс внесён в список исторических памятников Франции. 

## История
Первое упоминание о замке Бресс-сюр-Грон встречается в документах 1180 года. Укрепление под таким именем названо среди прочих в булле папы Александра III. С конца XII века замком владела знатная семья Брецис или Брессис. Около 1450 через брак одной из представительниц семьи Брессис замок в качестве приданого переходит в собственность палатинской семьи де Дюо, могущественного дома из Шароле.
В 1617 году замок и прилегающее имение со всем имуществом переходит под контроль аббатства Ла-Ферте (все строения и земли Бресс-сюр-Грон были в залоге). Монахи устраивают в поместье обширные виноградники, возводят множество хозяйственных построек. Лишь в 1689  семья де Дюо сумела вернуть родовую собственность.
В начале XVIII века в очередной раз замок через брак меняет владельцев. На этот раз в качестве приданого он стал владением знатного рода де Камби, происходящей из Прованса. Однако уже в 1769 поместье с резиденцией продано Филиберу Шике, богатому горожанину из Шалона-сюр-Сона. В 1799 году Филибер Шике, не имевший детей, завещает имение своей внучатой племяннице Клодин-Маргерит. После замужества она передает право владения семье супруга — дворянскому роду Мурар. С той поры дворцово-парковый комплекс остаётся в владении этой семьи.

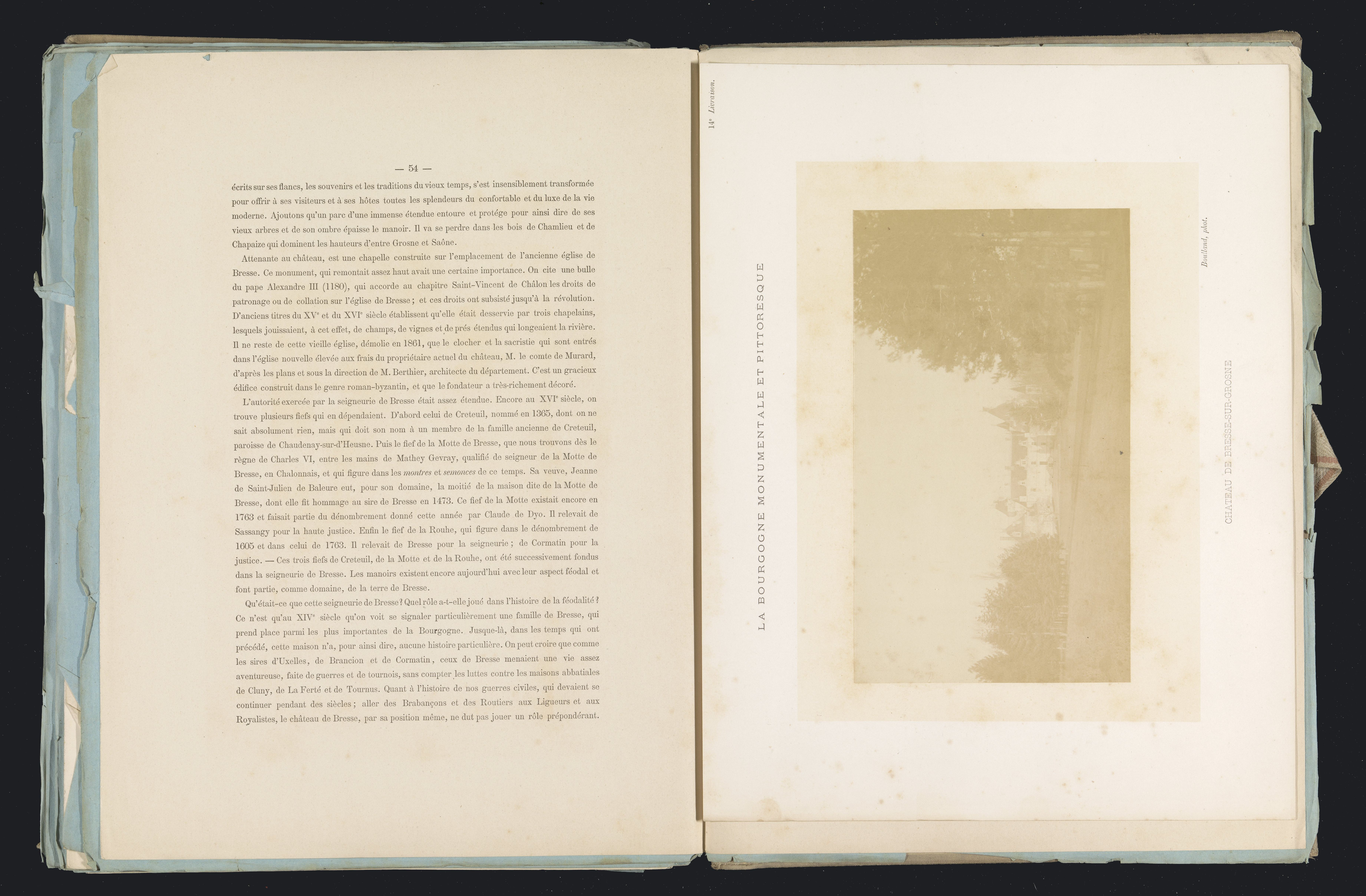
Фотографическое изображение замка в книге 1850 года

В 1870 году начался масштабный ремонт и реставрация обветшавшего комплекса. Работы курирует парижский архитектор Сансон.

## Описание
Центральная часть замка окружена двумя флигелями. Таким образом здания примыкают друг к другу в форме подковы, обращённой открытой частью на юг. Из этого внутреннего двора можно сразу попасть в небольшой парк. В ранний период замок имел кольцевую форму, но впоследствии южная стена была снесена. Донжон крепости располагался в восточной части. Здесь же находились и ворота крепости. В прежние времена Бресс-сюр-Грон был обнесён глубоким рвом, через который в замок можно было попасть по подъёмному мосту. Однако ни рвы, ни мост не сохранились. С восточной стороны находился и просторный форбург.
В XIX веке во время реконструкции замком был украшен с декором в стиле неоренессанс. Рядом с замком сохранились капелла, построенная в XII века, а также хозяйственные постройки для виноделия (XVII век). В парке можно увидеть остатки оранжереи, ледяного домика и голубятни.

## Современное использование
Замок является частной собственностью и закрыт для посещения. Однако при нём функционирует небольшой отель с номерами в старинных интерьерах.

## Галерея

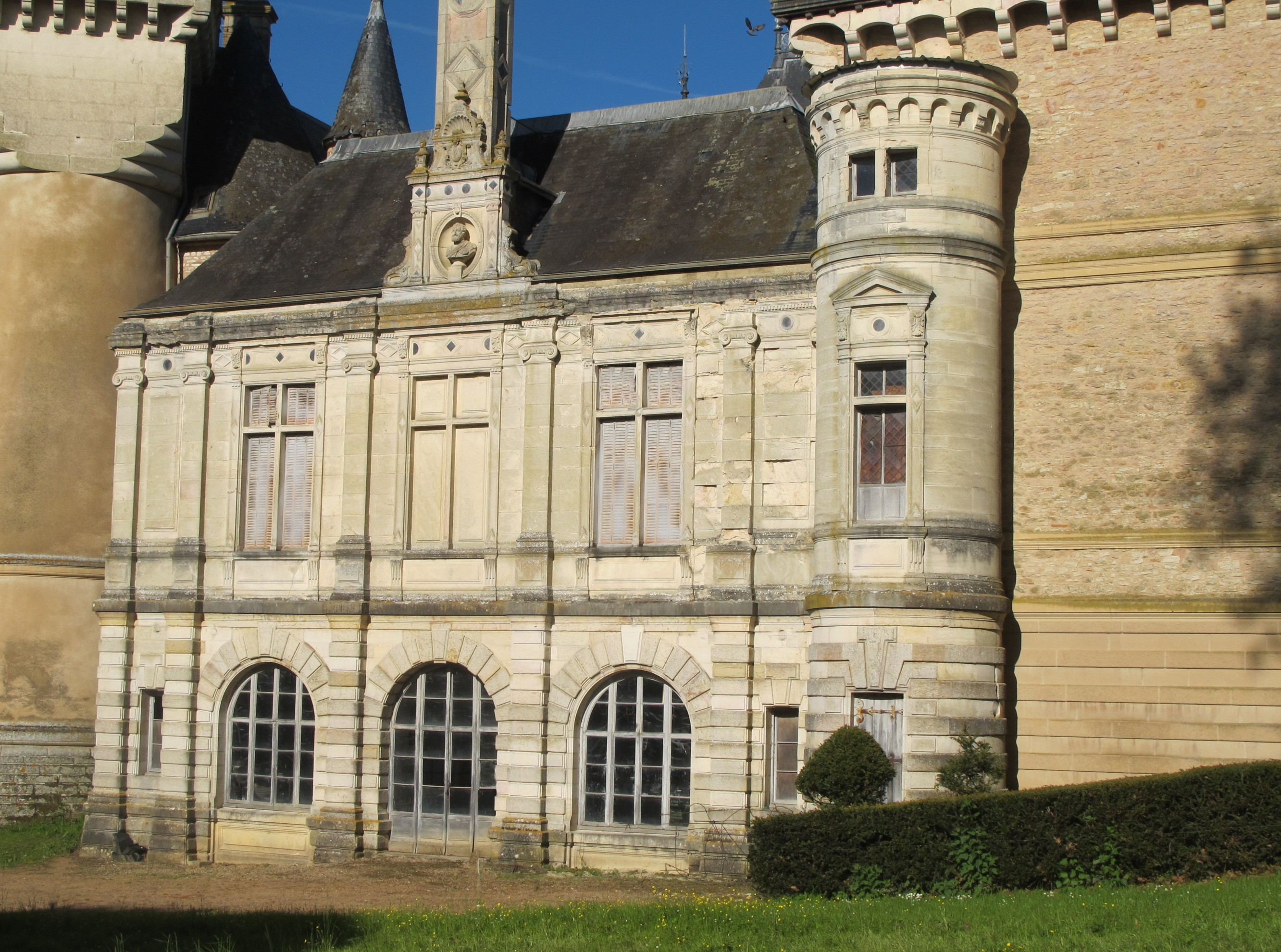
Фасад замка в стиле неоренессанс
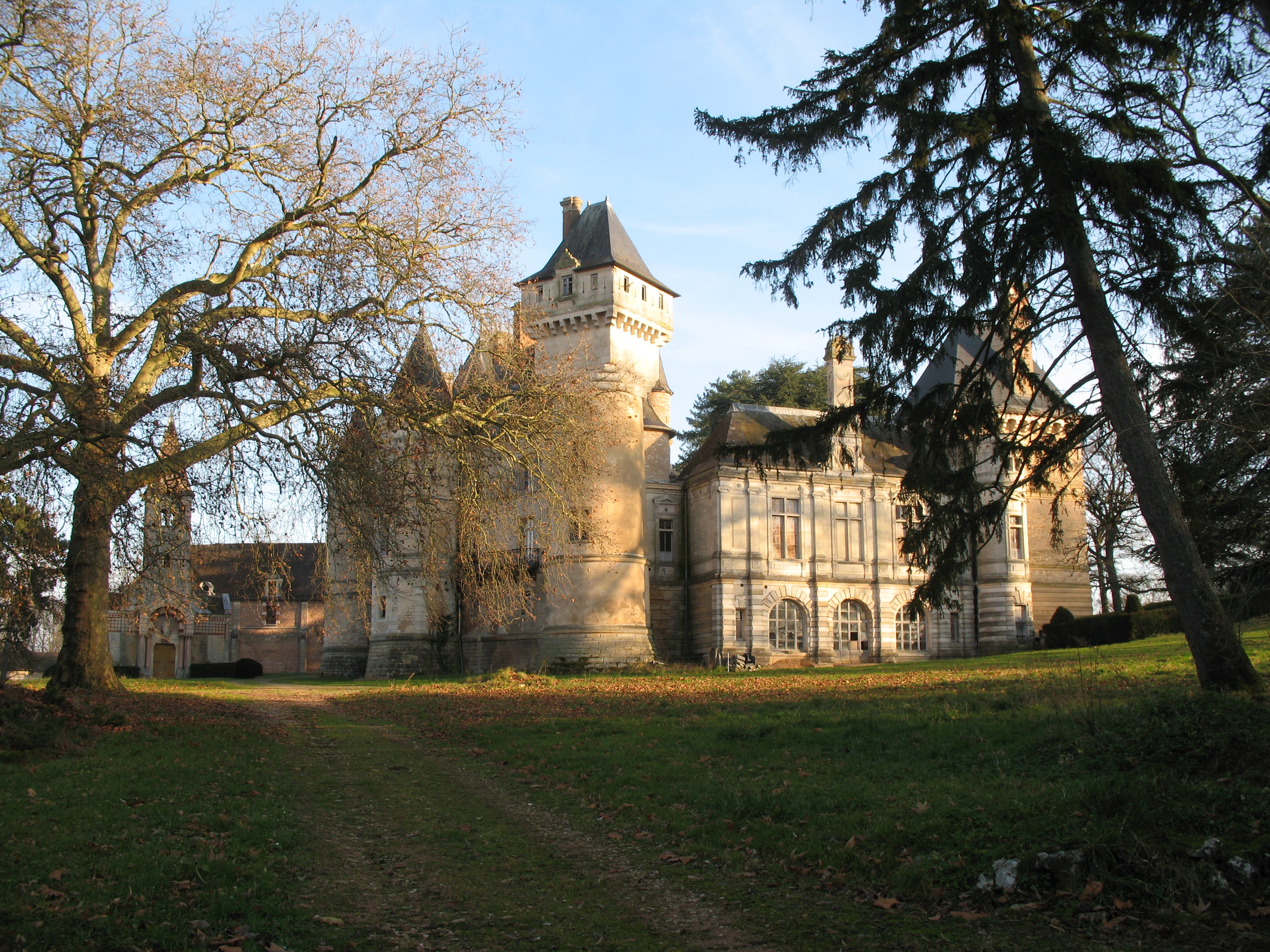
Самая высока башня замка
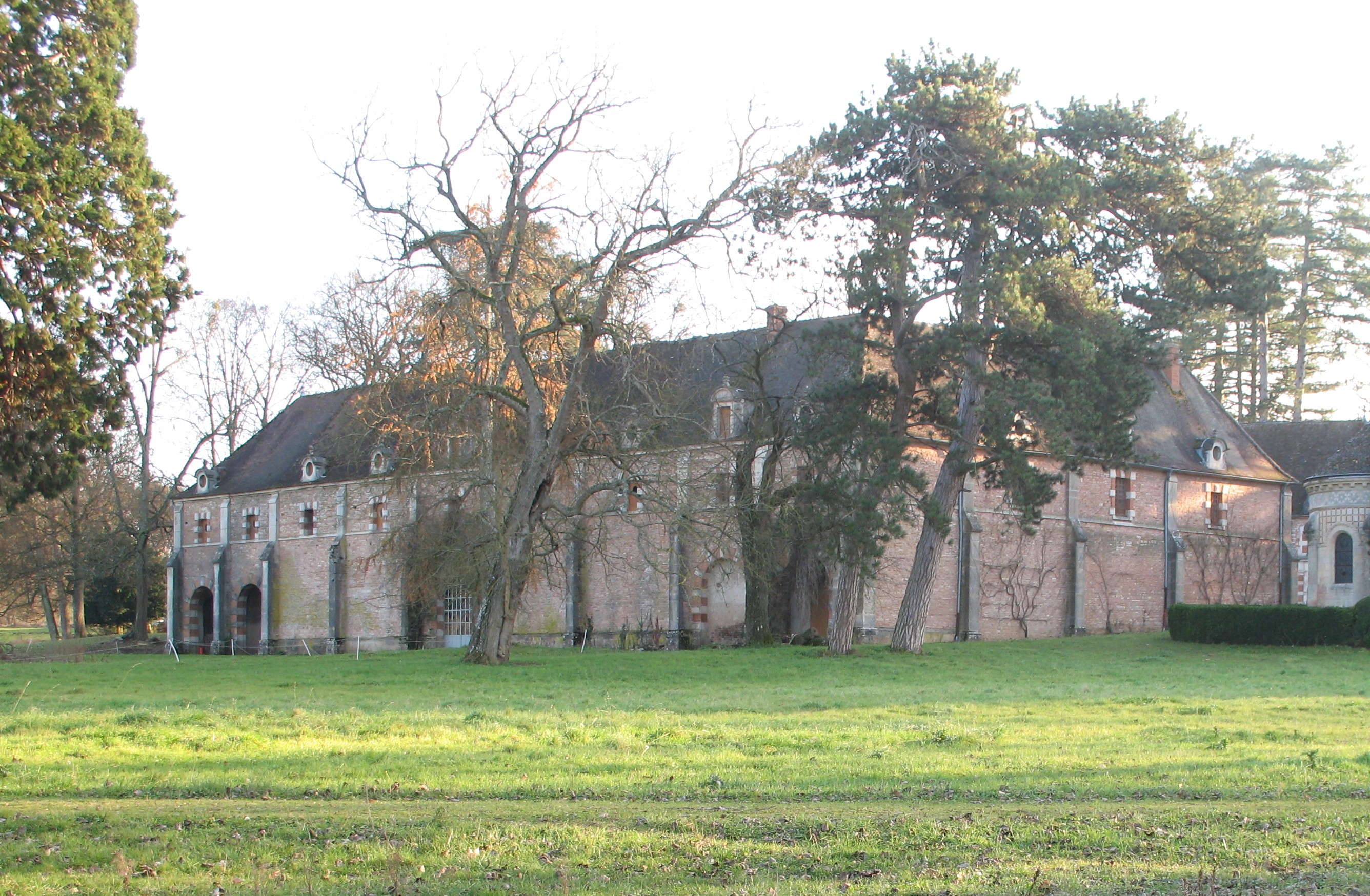
Бывший форбург замка
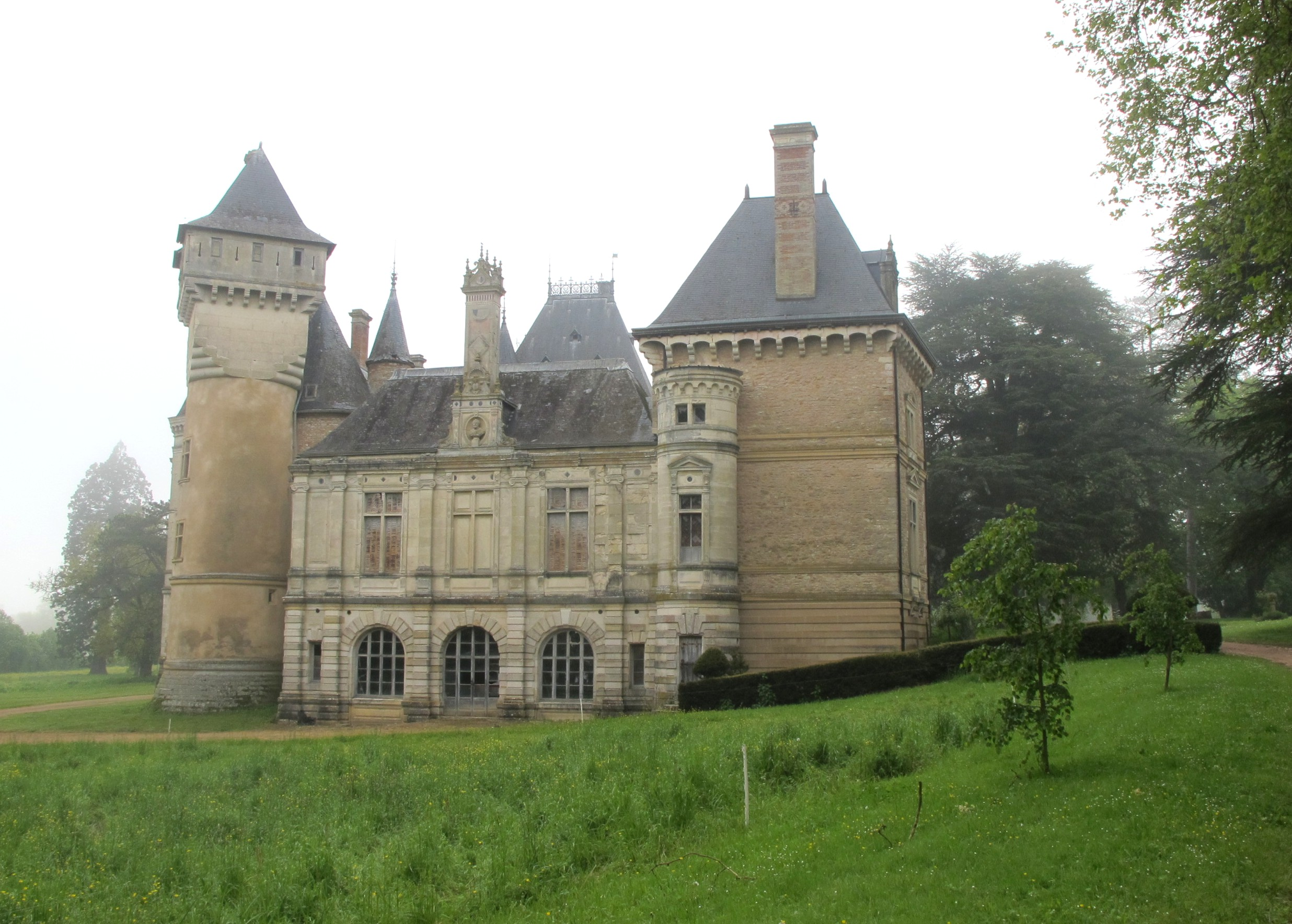
Вид замка с западной стороны